# جيك بورنس
جيك بورنس (بالإنجليزية: Jake Burns)‏ (و. 1958  م) هو مغني أيرلندي شمالي، ولد في بلفاست، يستخدم آلات قيثارة.

## وصلات خارجية
- جيك بورنس على موقع IMDb (الإنجليزية)
- جيك بورنس على موقع ميوزك برينز (الإنجليزية)
- جيك بورنس على موقع أول ميوزيك (الإنجليزية)
- جيك بورنس على موقع ديسكوغز (الإنجليزية)

- جيك بورنس في قاعدة بيانات الأفلام على الإنترنت